# Mikel González
Mikel González Martínez (Mondragón, 24 de setembro de 1985) é um futebolista profissional espanhol, defensor, milita na Real Sociedad.

## Carreira
Mikel começou a carreira na Real Sociedad.